# Brucea macrocarpa
Brucea macrocarpa là một loài thực vật thuộc họ Simaroubaceae. Đây là loài đặc hữu của Kenya. Chúng hiện đang bị đe dọa vì mất nơi sống.